# Симиньяни, Янис
Яни́с Симиньяни́ (фр. Yanis Cimignani; род. 22 января 2002, Лион) — французский футболист, полузащитник клуба «Лугано».

## Клубная карьера

### «Аяччо»
Янис — воспитанник клубов «Бастия» и «Аяччо». 22 августа 2020 года в матче Лиги 2 против клуба «Шатору» (0:1) Янис дебютировал за «Аяччо», выйдя на замену во втором тайме. 5 сентября 2020 года в матче против клуба «Истр» он дебютировал за дублёров «Аяччо» в пятом дивизионе Франции. 31 июля 2021 года в матче Лиги 2 против «Амьена» (3:1) он забил дебютный гол «Аяччо». 5 августа 2022 года в матче против «Олимпик Лион» он провёл дебютный поединок в рамках Лиги 1.

### «Лугано»
Летом 2023 года перешёл в швейцарский «Лугано», подписав контракт до 30 июня 2027 года. 5 августа 2023 года в матче Суперлиги против «Цюриха» (3:0) Симиньяни дебютировал за новую команду, выйдя на замену на 82-й минуте. 24 сентября 2023 года в матче Суперлиги против «Янг Бойз» (4:1) он, выйдя на замену, забил дебютный гол за «Лугано». 5 октября 2023 года в матче против «Бешикташа» (2:3) он дебютировал в Лиге Конференций, выйдя на замену на 74-й минуте игры.
25 января 2025 года в матче Суперлиги против клуба «Винтертур» Симиньяни, выйдя на замену, оформил первый дубль за «Лугано».

## Карьера в сборной
В марте 2022 года получил вызов в сборную Францию до 20 лет. 29 марта в поединке против сверстников из Португалии дебютировал за молодёжную национальную команду. 1 июня забил «дубль» в матче против Саудовской Аравии.

## Статистика выступлений
| Выступление      | Выступление      | Выступление      | Лига | Лига | Кубки | Кубки | Еврокубки | Еврокубки | Итого | Итого |
| Клуб             | Лига             | Сезон            | Игры | Голы | Игры  | Голы  | Игры      | Голы      | Игры  | Голы  |
| ---------------- | ---------------- | ---------------- | ---- | ---- | ----- | ----- | --------- | --------- | ----- | ----- |
| → Аяччо B        | Насьональ 3      | 2019/20          | 2    | 0    | —     | —     | —         | —         | 2     | 0     |
| → Аяччо B        | Насьональ 3      | 2020/21          | 4    | 0    | —     | —     | —         | —         | 4     | 0     |
| → Аяччо B        | Итого            | Итого            | 6    | 0    | —     | —     | —         | —         | 6     | 0     |
| Аяччо            | Лига 2           | 2020/21          | 6    | 0    | 0     | 0     | —         | —         | 6     | 0     |
| Аяччо            | Лига 2           | 2021/22          | 34   | 2    | 1     | 0     | —         | —         | 35    | 2     |
| Аяччо            | Лига 1           | 2022/23          | 8    | 0    | 0     | 0     | —         | —         | 8     | 0     |
| Аяччо            | Итого            | Итого            | 48   | 2    | 1     | 0     | —         | —         | 49    | 2     |
| → Аяччо B        | Насьональ 3      | 2022/23          | 1    | 2    | —     | —     | —         | —         | 1     | 2     |
| → Аяччо B        | Итого            | Итого            | 1    | 2    | —     | —     | —         | —         | 1     | 2     |
| Лугано           | Суперлига        | 2023/24          | 33   | 5    | 6     | 1     | 7         | 0         | 46    | 6     |
| Лугано           | Суперлига        | 2024/25          | 23   | 3    | 3     | 0     | 8         | 0         | 34    | 3     |
| Лугано           | Итого            | Итого            | 56   | 8    | 9     | 1     | 15        | 0         | 80    | 9     |
| Всего за карьеру | Всего за карьеру | Всего за карьеру | 111  | 12   | 10    | 1     | 15        | 0         | 136   | 13    |

1. ↑  Кубок Франции, Кубок Швейцарии.
2. ↑  Квалификация Лиги Чемпионов УЕФА, Квалификация Лиги Европы УЕФА, Лига Конференций УЕФА.